# Die Invasion
Die Invasion (Originaltitel The Puppet Masters) ist der Titel einer Science-Fiction-Romans von Robert A. Heinlein aus dem Jahr 1951 und wurde zuerst in dem Magazin Galaxy veröffentlicht. Die erste deutsche Übersetzung erschien im Jahr 1957 in dem Verlag Gebrüder Weiss.
Der Roman wurde zunächst mit dem Titel Weltraummollusken erobern die Erde und später als Die Marionettenspieler veröffentlicht. 2017 erschien er bei Heyne als Die Invasion.
Heinlein beschreibt den Kampf amerikanischer Geheimagenten gegen parasitäre Eroberer aus dem Weltall. Sie ist Heinleins einzige Geschichte, in der er über das Science-Fiction-Thema „außerirdische Invasionen“ schrieb. In Deutschland wurde sie zuerst unter dem Titel Weltraummollusken erobern die Erde veröffentlicht. Der 1994 erschienene US-amerikanische Film Puppet Masters – Bedrohung aus dem All basiert auf Heinleins Erzählung.

## Ausgaben
- 1951: The Puppet Masters. Doubleday (Erstveröffentlichung)
- 1958: Weltraummollusken erobern die Erde. Gebrüder Weiss (deutsche Erstveröffentlichung)
- 1965: Weltraummollusken erobern die Erde. Heyne Verlag
- 1982: Weltraummollusken erobern die Erde. Heyne Verlag, ISBN 3453300106.
- 1994: Die Marionettenspieler. Lübbe Verlag, ISBN 3404212118.
- 1994: The Puppet Masters. Del Rey Books, ISBN 0345330145.
- 2017: Die Invasion. Heyne, ISBN 978-3-4533-1742-0.

## Rezeption
Die The Encyclopedia of Science Fiction beurteilt das Werk als Kind seiner Zeit: The Puppet Masters (September-November 1951 Galaxy; 1951; text restored 1990) is an effective if rather hysterical Invasion story featuring alien parasites ... who control human minds, and a prime example of Paranoia in 1950s sf;...
Uwe Nettelbeck ordnet den Roman 1966 für Die Zeit in die damalige Science-Fiction-Landschaft ein: Schließlich gibt es eine dritte Spielart der science fiction – die Das-Ding-aus-dem-Weltraum-Geschichten, die Greuelmärchen. Sie spielen entweder in der Gegenwart und einer vertrauten Umgebung oder allenfalls in einer nahen, noch absehbaren Zukunft und interessieren sich nur sekundär für technische Phänomene. ... Natürlich ist das Niveaugefälle innerhalb dieser dritten Spielart beträchtlich, gibt es hier neben so gelungenen Sachen wie Heinleins „The Puppet Masters“ (Weltraummollusken erobern die Erde),...